# Gustavo de la Parra
Gustavo de la Parra Navarro (Madrid, España, 19 de diciembre de 1975) es un exfutbolista español que se desempeñaba como defensa.

## Clubes
| Club                        | País   | Año       |
| --------------------------- | ------ | --------- |
| Club Atlético de Madrid "B" | España | 1996-1999 |
| Club Atlético de Madrid     | España | 1999-2000 |
| C. D. Numancia de Soria     | España | 2000-2001 |
| Granada C. F.               | España | 2002      |
| C. D. Leganés               | España | 2002-2003 |
| U. D. Las Palmas            | España | 2004-2006 |
| C. D. Leganés               | España | 2006-2007 |